# Музичка школа „Мокрањац” Београд
Музичка школа „Мокрањац” у Београду је међу најстаријим музичко-педагошким институцијама у Србији. Основана је 21. септембра 1899. године као Српска музичка школа.
Матична зграда Музичке школе „Мокрањац” налази се у строгом центру Београда, на општину Стари град, у Дечанској улици бр. 8.

## Историјат
Музичку школу „Мокрањац” основали су чланови Првог београдског певачког друштва, чији је хоровођа у то време био управо Стеван Мокрањац. За чланове Савета Школе и наставнике, постављени су Стеван Мокрањац, Станислав Бинички и Цветко Манојловић. Први директор Српске музичке школе био је Стеван Мокрањац, који је ту дужност вршио све до своје смрти 29. септембра 1914. године, а наставу је у почетку водило четири наставника: Стеван Мокрањац – теоријски предмети, Станислав Бинички – теоријски предмети и соло-певање, Цветко Манојловић – клавир и Јован Ружичка – виолина. Њима су се касније придружили и Јован Зорко – виолина, Емил Сакс – виолина, Вићеслав Рендла – виолончело, контрабас и флаута, Милан Бузина – обоа и кларинет, Петар Коњовић, историја музике и шеф камерног ансамбла, као и бивши ђаци по повратку са студија из иностранства Јелена Докић, клавир, Стеван Христић, Иванка и Милоје Милојевић, Јован Мокрањац...
Као прва и једина музичка школа у тадашњој Србији Музичка школа „Мокрањац” у историјском контексту изузетно је значајна за развој музичког образовања, васпитања и музичке културе у Србији.

### Период током Првог светског рата
Након Мокрањчеве смрти 1914. године за вршиоца дужности директора Школе је постављен Петар Крстић, који ће на том месту остати до 1921. године. Током Првог светског рата, школа готово да престаје са радом, а на захтев окупационих власти мења назив у „Београдска музичка школа”.

### Међуратни период
Између два светска рата школа је заузела значајно место у културном животу Београда. У престоници новоформиране Краљевине Срба, Хрвата и Словенаца расло је интересовање за музичко школовање, као и потреба за јавним музицирањем. Зато су ученици и професори често приређивали концерте који су били врло добро посећени. Назив школе је поново промењен у „Музичка школа у Београду”, а за директора је постављен професор виолине Јован Зорко, који ће на овој дужности остати од 1921. до своје смрти 1942. године, што је један од најдужих директорских мандата у историји школе. Са порастом броја ученика проширио се и наставнички колегијум професорима инструменталне и теоријске наставе, међу којима су значајна имена били: Коста Манојловић (ангажован 1919), Јосип Славенски (1924), Миховил Логар (1927), Јован Бандур (1931.), Предраг Милошевић (1932.), Љубица Марић (1939.), Светолик Пашћан (1940.), Ћирил Личар(1925), Ружа Винавер (1927.), Олга Михаиловић (1931), Алексеј Бутаков (1937), Божена Бандур, Јела Кршић (1940), Марија Михаиловић (1931) и други.
У читавом међуратном периоду професори Школе су, иако у незавидном материјалном положају и неодговарајућим радним условима, снажно утицали на културни живот у Београду, појављујући се као извођачи, композитори и музички писци. Први концерти, прве музичке критике и први музички уџбеници су потекли од професора ове школе.
Током овог периода, 1927. године, почела је са радом и класа композиције, као главног предмета, коју су водили Милоје Милојевић и Јосип Славенски, а од 1923. до 1937 деловао је и Оперски одсек Школе, на коме су предавачи били Иван Брезовшек и Рудолф Ертл.
Оснивање Музичке Академије веома је утицало на рад „Београдске музичке школе”. Најзначајнији професори прешли су на универзитет, па је тако Коста Манојловић постављен за ректора, а Јован Бандур за административног директора, а своје место међу предавачима Академије добили су и Ћирил Личар, Марија Михаиловић, Олга Михаиловић, а нешто касније и Предраг Милошевић и Милоје Милојевић. У исто време су као професори прве државне Средње музичке школе при Музичкој Академији постављени Јосип Славенски, као професор теоријских предмета, Алиса Бешевић за клавир и Милан Димитријевић за виолину. Овај период се сматра за најтежи период у раду „Београдске музичке школе”

### Период током Другог светског рата
Током Другог светског рата 1941-1944. Школа није престајала са радом, иако се до 1943. одржавала само индивидуална настава. На месту директора смењују се Јелена Докић Ђурковић (1942 - 1943) и Милоје Милојевић (1943 - 1945).

### Послератни период
По завршетку Другог светског рата, 1946. године, када је на челу школе био директор Алексеј Бутаков, школа добија име једног од својих оснивача, Стевана Мокрањца. Ово име школа носи и данас, а 28. март, датум промене имена школе обележава се као Дан школе. 1948 године реализована је и дугогодишња иницијатива наставничког колегијума за регулисање статуса Школе, и она постаје државна установа.
Током свих година свог постојања школа се борила са проблемом недостатка простора. Током прве послератне деценије школски управни и наставни кадар успео је само делимично да ублажи проблем. Коначно 1961. у време директорског мандата Божене Бандур, школа добија проширење од неколико просторија у приземљу Дома ученица у Пролетерских бригада бр. 8 (Крунска) и почиње да ради у две зграде – у Кнеза Милоша 21 и Пролетерских бригада 8. Године 1967. када је директор био Слободан Петровић, школа у истој згради у Крунској добија и 2. спрат, тако да од тада до данас један део школе – гудачки и дувачки, као и општеобразовни одсек своју наставу одржавају у овим просторијама.
Године 1993. у време директорског мандата Александра Краставчевића, део школе је из просторија у улици Кнеза Милоша пресељен у нову зграду у Дечанској 6, у којој су рад наставили клавирски, соло-певачки и теоријски одсек. Музичка школа Мокрањац тада је први пут добила велику и лепу концертну салу, али је и даље остала размештена на две локације.
Наставним програмом из 1995. године Музичкој школи Мокрањац коју је водила Бранка Радовић (1995—1999), омогућено је отварање Етномузиколошког одсека (сада преименованог у Одсек за традиционалну музику) са тежиштем на неговању изворног фолклора, а од школске 1997/98 у Школи је отворен и посебан Одсек за камерну музику, чиме је камерна музика издвојена из осталих вокално-инструменталних одсека.

## Музичка школа "Мокрањац" у 20. веку
Почетком 20. века школа се налази у самом врху музичке педагогије у Србији. Концертна сала школе је промовисана у концертну Салу Мокрањац отворену за јавне наступе, обликован је циклус концерата под називом Концертна сезона, започела је издавачка делатност објављивањем компакт-дискова са наступима ученика и ансамбала (проф. Александар Краставчевић), а поред традиционалног Концерта дела домаћих аутора, који се одржава од 1989. године, уведен је и Новогодишњи концерт професора школе.
У овом периоду школа је свечано обележила 150 година од рођења Стевана Мокрањца и придружила се европској прослави годишњице Јозефа Хајдна. Организовано је Школско такмичење клавирског одсека, етномузиколошки одсек је, као најстарији одсек те врсте у земљи, пригодно обележио петнаест година постојања већим бројем концерата, основан је Гудачки квартет Мокрањац и отворен Одсек за гитару. У оквиру обележавања 115 година постојања школе, током школске. 2014/15. године објављен је Летопис музичке школе Мокрањац – 115 година од оснивања.

### Одсеци
- Теоретски
- Клавир и харфа
- Гудачи и камерна
- Дувачи и гитара
- Соло певање
- Традиционална музика
- Опште образовна настава

### Смерови
- Подручје рада: Култура, уметност и јавно информисање
- Музички сарадник (4 школовања школовања)
- Музички извођач– класична музика (4 школовања школовања)
- Музички извођач– традиционална музика (4 школовања школовања)

## Директори школе
- Стеван Стојановић Мокрањац (1899 - 1914)
- Петар Крстић (1914 - 1921)
- Јован Зорко (1921 - 1942)
- Јелена Докић Ђурковић (1942 - 1943)
- Милоје Милојевић (1943 - 1945)
- Алексеј Бутаков (1945 - 1946)
- Предраг Милошевић (1946 - 1948)
- Милка Ђаја (1948 - 1950)
- Јела Кришић (1950 - 1952)
- Божена Бандур (1952 - 1963)
- Слободан Петровић (1963 - 1985)
- Александар Краставчевић (1985 - 1995)
- Бранка Радовић (1995 - 1999)
- Бодин Старчевић (1999 - 2000 и 2006 - 2007)
- Милош Трајковић (од 2007)[2]

## Награде
- Награда Доситеј Обрадовић (1969)
- Вукова награда (1974)
- Орден заслуга за народ са златном звездом (1974)
- Републичка награда 25. мај (1984)
- Сретењски орден трећег степена за изузетне заслуге у просветној делатности, културном и педагошком раду у области музичке уметности (2016)